# (13667) Samthurman
(13667) Samthurman est un astéroïde de la ceinture principale.

## Description
(13667) Samthurman est un astéroïde de la ceinture principale. Il fut découvert le 5 avril 1997 à Haleakala par le programme NEAT. Il présente une orbite caractérisée par un demi-grand axe de 2,37 UA, une excentricité de 0,18 et une inclinaison de 2,3° par rapport à l'écliptique.

## Compléments